# Рівняння Дітерічі
Рівня́ння Дітерічі — рівняння стану, що зв'язує основні термодинамічні величини в газі. Використовується поряд з поширенішим рівнянням Ван дер Ваальса для опису реальних газів, в яких частинки мають кінцеві розміри і взаємодіють між собою.
Запропонував і теоретично обґрунтував у 1898 році Конрад Дітерічі (нім. Conrad Dieterici), (1858-1929).
У записі для одного моля газу рівняння зустрічається у двох різних варіантах:
{\displaystyle p={\frac {RT}{V-b}}\exp \left(-{\frac {a}{RTV}}\right)\qquad (I)}
або
{\displaystyle p={\frac {RT}{V-b}}-{\frac {a}{V^{5/3}}},\qquad (II)}
де
- {\displaystyle p} — тиск;
- {\displaystyle V} — молярний об'єм;
- {\displaystyle T} — абсолютна температура;
- {\displaystyle R} — універсальна газова стала;
- {\displaystyle a} — стала (різна для різних речовин), характеризує взаємне притягування молекул;
- {\displaystyle b} — стала (різна для різних речовин), пов'язана з розмірами молекул, характеризує взаємне відштовхування молекул.

Обидва рівняння є напівемпіричними. Вони переходять в рівняння стану ідеального газу в границі великих молярних об'ємів, а за умов b << V; a << RTV перше рівняння перетворюється у рівняння Ван дер Ваальса.
Перше рівняння Дітерічі для помірних тисків значно краще за рівняння Ван дер Ваальса описує реальний газ, але воно зовсім непридатне для великих тисків.